# Pulpotomie

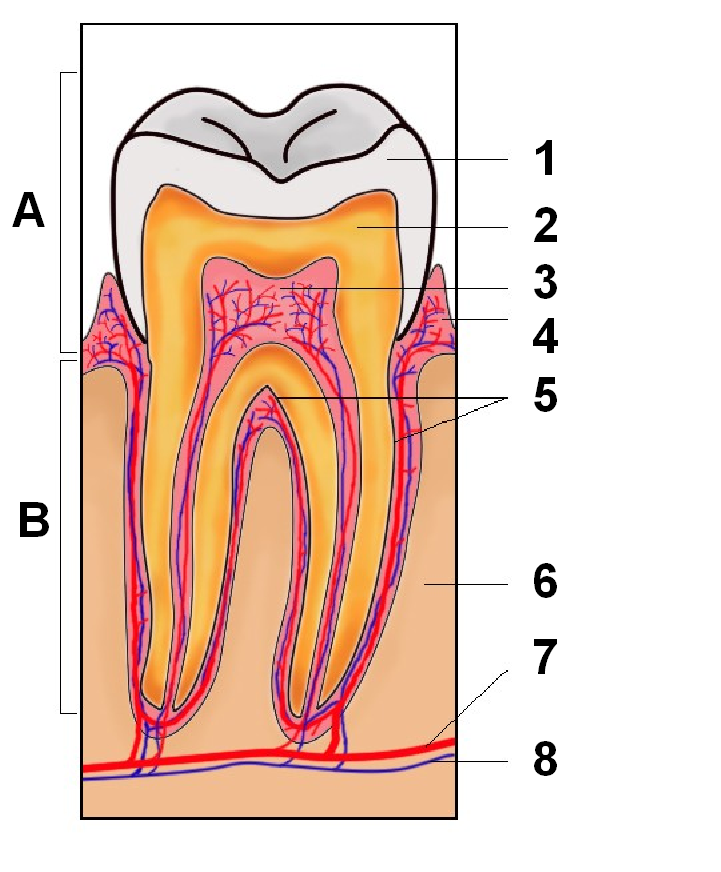
Schematischer Querschnitt eines Molaren:
1 = Schmelz
2 = Dentin
3 = Pulpencavum mit Pulpa
4 = Gingiva
5 = Wurzelzement
6 = Alveolarknochen
7 = Arteria alveolaris
8 = Vena alveolaris
Nervus Alveolaris (nicht eingezeichnet)
A = Zahnkrone; B = Zahnwurzel

Eine Pulpotomie (Synonym: Vitalamputation) ist die Entfernung eines Teils der Zahnpulpa eines Zahnes, mit dem Ziel, die Vitalität des verbleibenden Pulpagewebes durch einen therapeutischen „Verband“ (direkte Überkappung) aufrechtzuerhalten. Die Pulpa besteht aus Bindegewebe mit Blut- und Lymphgefäßen sowie Nervenfasern und Tomes-Fasern.
Wenn sich in einem Zahn ein kariöser Prozess entwickelt, können die damit verbundenen Bakterien eine Pulpitis (Pulpa-Entzündung) verursachen, die häufig Zahnschmerzen verursacht. Eine Schädigung der Pulpa erfordert normalerweise eine Wurzelkanalbehandlung (endodontische Therapie) mit vollständiger Entfernung des pulpitischen oder gangränösen Gewebes und anschließender Wurzelkanalfüllung.
Die Vitalamputation ist die am häufigsten durchgeführte endodontische Maßnahme im Milchgebiss. Während des Exkavierens (Ausbohren) einer tiefen Karies kommt es bei Milchzähnen oftmals zur Eröffnung der Pulpa. Im Gegensatz zur Wurzelkanalbehandlung beim Erwachsenen favorisiert man dann im Milchgebiss meist eine Vitalamputation.

## Varianten
In manchen Fällen kann die radikuläre Pulpa (Pulpaanteil innerhalb der Zahnwurzel) trotz kariöser Exposition der Pulpenkammer vital erhalten bleiben. Bei noch unvollständiger Wurzelbildung während der Zahnentwicklung kann eine Pulpotomie die radikuläre Pulpa lange genug lebensfähig halten, damit sich die Wurzeln vollständig entwickeln können.

### Partielle Pulpotomie bei traumatischen Expositionen
Eine partielle Pulpotomie bei traumatischen Expositionen wird nach ihrem Erstbeschreiber auch als Cvek-Pulpotomie bezeichnet. Bei längeren Expositionszeiten (2 h bis zu 48 h) sollte die partielle Pulpotomie einer direkten
Überkappung vorgezogen werden. Bei einer Expositionszeit von mehr als zwei bis zu 48 Stunden ist Voraussetzung das Vorliegen einer vitalen Pulpa. Dabei beträgt die Erfolgssicherheit 94 % – 96 % unabhängig von Größe der Freilegung und Zustand des Wurzelwachstums.

### Vollständige Pulpotomie (Vitalamputation)
Bei längeren Expositionszeiten (mehr als 48 Stunden) der freiliegenden Pulpa sollte die vollständige Pulpotomie einer partiellen Pulpotomie oder einer Pulpektomie vorgezogen werden, wenn keine Symptome einer irreversiblen Pulpitis vorliegen. Vorwiegend ist das Verfahren bei Zähnen mit nicht abgeschlossenem Wurzelwachstum indiziert, wodurch das Wurzelwachstum so noch zum Abschluss kommen kann. Die Erfolgssicherheit zum Erhalt der Pulpavitalität beträgt 60 %.

### Pulpotomie bei Erwachsenen
Die Pulpotomie bei Erwachsenen hat nur noch historische Bedeutung und wurde vor allem angewandt, so lange moderne Endodontieverfahren noch nicht entwickelt waren.

## Varianten

### Pulpotomie mittels Elektrochirurgie
Die Pulpotomie mittels Elektrochirurgie ist eine nichtpharmakologische Pulpotomietechnik mit guter Erfolgsrate. Das Verfahren devitalisiert das Pulpagewebe und erzeugt an der Amputationsstelle eine Koagulationsnekrose.

### Pulpotomie mittels Laser
Eine Pulpotomie mittels Erbium:Yttrium-Aluminium-Garnet-Laser zeigen hämostatische, antimikrobielle und zellstimulierende Wirkung. Für Pulpotomien an Milchmolaren ergab sich nach 24 Monaten eine totale Erfolgsrate von 78 %, eine klinische Erfolgsrate von 93 %.

## Medikamentöse Therapie
Angewandt wird zur Devitalisation und Fixation Formokresol, zur Erhaltung und Konservierung Eisen(III)-sulfat. Zur Vitalerhaltung wird Calciumhydroxid oder Mineral Trioxid Aggregat (MTA), Portlandzement, Tricalciumphosphat (TCP) angewandt. Die Anwendung formokresol-, formaldehyd- oder glutaraldehydhaltiger Präparate zur Pulpotomie ist aufgrund der nachgewiesenen Mutagenität, Kanzerogenität und Toxizität sowie aus Gründen des vorbeugenden Gesundheitsschutzes kontraindiziert.

## Kontraindikationen
Kontraindikationen sind Schmerzen, besonders Nachtschmerz, pathologische Beweglichkeit des Zahnes oder das Vorhandensein einer Fistel. Auch bei internen und externen Resorptionen sowie apikalen oder interradikulären Radiotransluzenzen ist der betreffende Zahn nicht zur Vitalamputation geeignet. Bei Anzeichen einer Pulpanekrose, wie Austritt von Pus oder Exsudat aus dem Pulpenkavum bzw. den Wurzelkanälen, muss von einer Vitalamputation abgesehen und eine Extraktion in Betracht gezogen werden. Auch Milchzähne, deren Wurzeln physiologisch schon zu mehr als einem Drittel resorbiert sind, sollten keiner Vitalamputation mehr unterzogen werden. Weitere Kontraindikationen sind Patienten mit schweren Allgemeinerkrankungen.